# Chelsea Green Publishing
A Chelsea Green Publishing é uma editora americana especializada em livros de não ficção sobre política progressista e vida sustentável. Com sede em Vermont, publicou mais de 400 livros desde a sua fundação em 1984 e agora lança entre 25 e 30 títulos a cada ano.

## História
A empresa foi fundada por Margo Baldwin e seu marido Ian em 1984, dois anos depois de se mudarem de Nova York para Chelsea, Vermont. Eles inicialmente publicaram livros que apelavam para os seus próprios interesses, que incluíam ficção, natureza, viagens e arte. Os seus primeiros livros foram publicados em 1985 — In a Pig's Eye, as observações do pequeno agricultor Karl Schwenke sobre "as qualidades humanas dos porcos e as qualidades suínas dos humanos", e a primeira edição comercial de The Man Who Planted Trees, de Jean Giono, com ilustrações em xilogravura de Michael McCurdy. Entre os livros que se seguiram nos dois anos seguintes estavam Permanent Parisians (um guia para os cemitérios de Paris), Words and Images of Edvard Munch e o romance de Steve Heller The Automotive History of Lucky Kellerman.
Nem todos os livros da sua coleção inicial, mais eclética, venderam bem, e a empresa estava em dificuldades financeiras em 1991. Os Baldwins trouxeram o estrategista de negócios de Vermont, Stephen Morris, que os aconselhou a concentrarem-se num nicho específico, vida sustentável, e a criar uma lista de produtos que continuasse a vender ao longo dos anos. Ele também negociou uma parceria com a Real Goods Trading Company, uma empresa sediada na Califórnia cujos clientes estavam interessados em viver fora da rede ou com baixo impacto ambiental, na qual a Real Goods comprou os livros de Chelsea Green com grandes descontos e  comercializou-os por meio do seu catálogo, permitindo que atingissem um público maior. Os títulos publicados por Chelsea Green nesta área incluem The Bread Builders: Hearth Loaves and Masonry Ovens, de Alan Scott, Wild Fermentation, de Sandor Katz, e The Straw Bale House, de Athena Swentzell Steen, Bill Steen e David Bainbridge. Publicado pela primeira vez em 1994, The Straw Bale House provou ser um dos livros mais vendidos da empresa na sua lista de vida sustentável, com 100.000 cópias vendidas nos cinco anos seguintes, embora houvesse apenas entre 1.000 e 2.000 casas de fardos de palha nos Estados Unidos na época. Morris tornou-se CEO da Chelsea Green em 1998, quando Ian Baldwin começou a seguir carreira como artista e estava cada vez mais envolvido na fundação do Instituto Marion, uma organização sem fins lucrativos. Quando Morris deixou o cargo de CEO em 2002, Margo Baldwin assumiu o cargo.
Sob a liderança de Margo Baldwin, a Chelsea Green ampliou cada vez mais o seu escopo para abranger livros sobre política progressista e questões ambientais, um processo que já havia começado em 1992 com a publicação de Beyond the Limits. Desde então, eles publicaram Don't Think of an Elephant, de George Lakoff, The End of America, de Naomi Wolf, e Obama's Challenge, de Robert Kuttner, todos os quais entraram na lista de best-sellers do The New York Times. Outros livros publicados pela Chelsea Green nesta área incluem An Unreasonable Woman, de Diane Wilson, e Sex and the River Styx, de Edward Hoagland, que ganhou a Medalha John Burroughs de 2012 para Livro de História Natural Distinto. Em 2008, a pré-publicação de Obama's Challenge, de Chelsea Green, gerou protestos de algumas livrarias independentes e retalhistas. Incapaz de imprimi-lo antes da Convenção Nacional Democrata de 2008, a Chelsea Green fez um acordo exclusivo com a Amazon para lançá-lo sob demanda por duas semanas em agosto e distribuiu vouchers de desconto aos delegados da convenção. Em retaliação, a Barnes & Noble disse que reduziria substancialmente o seu pedido de 10.000 cópias e venderia o livro apenas por meio do seu site, não nas suas lojas. O livro foi lançado aos retalhistas em setembro, com uma tiragem inicial de 75.000 cópias, que Chelsea Green disse ser a maior na história da empresa.
Em 2012, a empresa começou a transferir a maior parte da sua propriedade para os seus funcionários por meio de um plano de participação acionária para funcionários. Três anos depois, 78% das ações da Chelsea Green eram de propriedade dos seus funcionários, com os Baldwins mantendo os 22% restantes. Em 2014, ano do seu 30º aniversário, a empresa publicou The Chelsea Green Reader, uma antologia de excertos de livros que publicou durante os seus primeiros 30 anos, abrangendo poesia, ficção, memórias e biografia, natureza, viagens, comida e cultura alimentar, e política ambiental e económica. Em 2015, eles publicaram The Essential Bernie Sanders, de Jonathan Tasini, o primeiro livro que aborda a agenda política de Bernie Sanders.
Os livros da Chelsea Green para crianças incluem livros de artesanato natural, a série de fantasia ambiental Gaia Girls de Lee Welles e Patrick's Great Grass Adventure (2017) de Joel e Rachel Salatin sobre um pombo e um agricultor de relva.